# Edward Foulkes
Edward Shouji Foulkes (* 24. Februar 1990 in Naha) ist ein japanischer Dartspieler.

## Karriere
Edward Foulkes, dessen Vater aus Wales stammt, gewann überraschend Anfang Oktober 2020 in Kōbe den Japan Qualifier für die PDC World Darts Championship 2021. Foulkes, der bis zu diesem Zeitpunkt ein völlig Unbekannter war, besiegte auf seinem Weg zum Turniersieg im Halbfinale den Topfavoriten Seigo Asada und im Finale setzte er sich im Decider gegen Akihito Morita durch. Bei seinem Weltmeisterschaftsdebüt gewann der Japaner seine Auftaktbegegnung gegen Mike De Decker mit 3:0 Sätzen und verlor sein Zweitrundenspiel gegen den Nordiren Brendan Dolan mit 3:1 Sätzen.
Ende September 2022 nahm Foulkes an der PDC Asian Series teil und qualifizierte sich für die darauffolgende PDC Asian Championship 2022. In seiner Vorrundengruppe besiegte Foulkes zunächst den Chinesen Zhiwei Lin mit 5:3, konnte sich jedoch aufgrund einer 2:5-Niederlage gegen Landsmann Jun Matsuda nicht für die Endrunde qualifizieren.
Foulkes, für den Darts lediglich ein Hobby ist, ist nebenbei Musiker.

## PDC-Weltmeisterschaft
- 2021: 2. Runde (1:3-Niederlage gegen  Brendan Dolan)